# غاز بوز
غاز بوز المثالي هو طور ميكانيكي كمي للمادة، مشابه للغاز المثالي الكلاسيكي. وهي تتألف من بوزونات لها قيمة عددية لللف وتلتزم بإحصاءات بوز أينشتاين. تم تطوير الميكانيكا الإحصائية للبوزونات من قبل ساتيندرا ناث بوز لغاز الفوتون، وامتد إلى الجسيمات الضخمة بواسطة ألبرت أينشتاين الذي أدرك أن غازًا مثاليًا من البوزونات سيشكل مكثفًا عند درجة حرارة منخفضة بدرجة كافية، على عكس الغاز المثالي الكلاسيكي. يُعرف هذا المكثف باسم تكاثف بوز-أينشتاين.